# Misogamia
La misogamia es la aversión o el odio al matrimonio. La palabra data de mediados del siglo XVII y combina los términos griegos misos (odio) con gamos (matrimonio). El diccionario Merriam-Webster fecha el primer uso de la palabra alrededor de 1656.

## Antecedente medieval
La idea de la misogamia fue importante en la iglesia cristiana durante el período medieval como un requisito previo para el celibato requerido para ocupar los puestos de más alto rango en la iglesia.  Se desarrolló en la filosofía de Teofrasto, quien se convirtió en la "autoridad canónica sobre la misogamia filosófica a lo largo de la Edad Media". Sara E. Díaz escribe que existieron dos tipos de misogamia durante dicho período, una que aconsejaba a todos los hombres oponerse al matrimonio y otra forma más limitada que aconsejaba a los sabios a rechazar el matrimonio.

## En literatura
La literatura sobre la misogamia ha sido examinada por Katharina Wilson y Elizabeth Makowski en su libro Wykked Wyves and the Woes of Marriage: Misogamous Literature from Juvenal to Chaucer (Esposas embrujadas y las aflicciones del matrimonio desde Juvenal a Chaucer), publicado por la Universidad Estatal de Nueva York en 1990.